# Un violador en tu camino
«Un violador en tu camino», también conocida como El violador eres tú, es una performance participativa de protesta, creada por un colectivo feminista de Valparaíso, Chile, denominado LASTESIS, con el objetivo de manifestarse en contra las violaciones a los derechos de las mujeres y disidencias del sistema sexo/género en el contexto de las protestas en ese país en 2019.
Fue interpretada por primera vez en Valparaíso, específicamente en la plaza Aníbal Pinto, en la plaza Victoria y frente a la Segunda Comisaría de Carabineros de Chile, el 20 de noviembre de 2019. Una segunda interpretación realizada por 2000 mujeres chilenas en Santiago, el 25 de noviembre de 2019, como parte del Día Internacional de la Eliminación de la Violencia contra la Mujer, fue grabada en video y viralizada en redes sociales.
Su alcance se hizo mundial, luego de que movimientos feministas en decenas de países adoptaron y tradujeron la performance para acompañar sus protestas y reivindicar demandas locales por el cese y castigo de feminicidios y violencia sexual, entre otras. Debido al impacto de su obra, LASTESIS fueron incluidas dentro del Time 100 de las personas más influyentes del año 2020 a nivel global.

## Descripción
La performance es una creación del colectivo feminista LASTESIS, fundado por las porteñas Lea Cáceres, Paula Cometa, Sibila Sotomayor y Daffne Valdés. Consiste en un performance urbano interpretado por mujeres y disidencias del sistema sexo/género de todas las edades con los ojos vendados con telas negras y la portación del pañuelo verde (asociado a la despenalización del aborto) en el cuello. Las intérpretes se acomodan en líneas y realizan una coreografía cantando una canción contra el patriarcado, las principales formas de violencia hacia las mujeres —como el acoso callejero, abuso y violación sexual, el feminicidio, la desaparición forzada de las mujeres— y la falta de justicia, criticando a la sociedad y a los poderes ejecutivo y judicial de los países donde se ha interpretado por la inacción ante los delitos cometidos y la impunidad señalándolos como cómplices de los mismos con la frase «El violador eres tú». Una de las últimas estrofas es una parodia del himno de Carabineros de Chile; el nombre del performance «Un violador en tu camino» hace referencia al lema «Un amigo en tu camino», utilizado como lema de campaña por Carabineros durante los años 1990.
Las creadoras de la letra de la canción estudiaron distintas investigaciones de teóricas feministas, entre ellas Rita Segato, y basaron el texto en ello, creando un recurso artístico que permitiera comunicar fácilmente en público las principales tesis del feminismo y sus demandas; de ahí el nombre del colectivo, LASTESIS. Para apoyar la réplica, el colectivo creó videos en YouTube en donde explicaron la coreografía y crearon una identidad visual que publicaron en Instagram.

### Letra
Para la realización del texto incluyeron frases relacionadas con el acoso y la violencia sexual hacia las mujeres, tales como «La culpa no era mía, ni dónde estaba ni cómo vestía» y «El violador eres tú». En su letra, el colectivo indica a diferentes poderes del Estado como responsables de la opresión de la mujer. En la letra original, aparece el término «pacos», utilizado en Chile para referirse de forma peyorativa a Carabineros. Además, se cita una estrofa del himno de la institución de forma irónica: «Duerme tranquila niña inocente, sin preocuparte del bandolero, que por tus sueños dulce y sonriente vela tu amante carabinero». Al finalizar la enunciación indica «El Estado opresor es un macho violador».

### Adaptaciones
La letra ha sido adaptada y traducida a diferentes idiomas como el mapudungun, el portugués, el griego, el euskera, el catalán, el gallego, el asturiano, el alemán, el hindi, el francés, el inglés, el turco, el árabe y el quechua cusqueño. Adicionalmente, la performance se ha adaptado a la lengua de señas chilena.

## Cronología

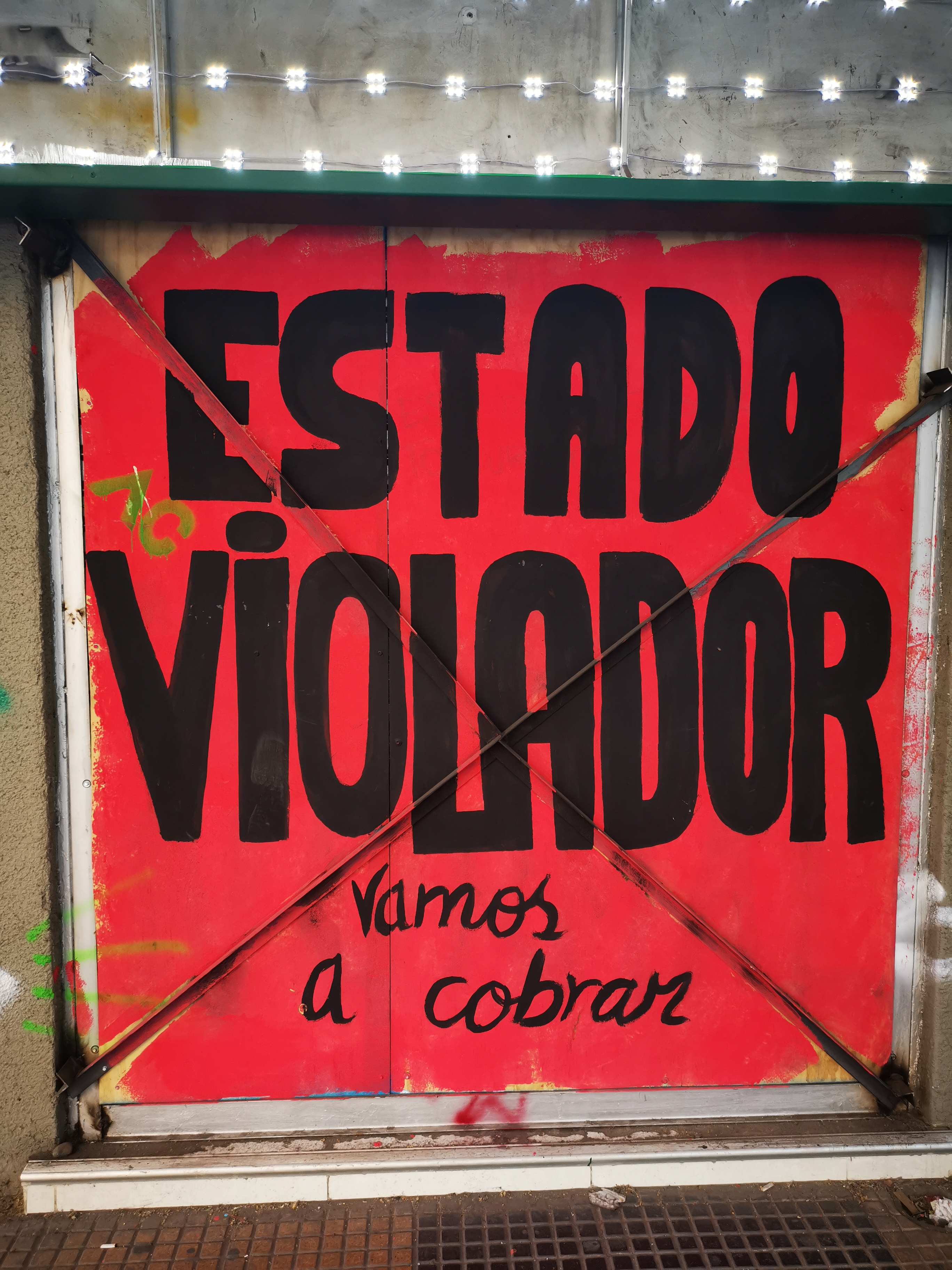
«Un violador en tu camino» se presentó en el contexto de las protestas en Chile de 2019 en referencia a una comparativa de la represión policial hacia los manifestantes con la violencia masculina hacia las mujeres.

La creación del performance se realizó durante un año y medio por Daffne Valdés y Sibila Sotomayor (artes escénicas), Paula Cometa (diseño-historia) y Lea Cáceres (diseño de vestuario), con el fin de ser parte de una obra teatral sobre la violación. La presentación, sin embargo, se canceló producto del estallido social ocurrido en Chile en octubre de 2019.
El 20 de noviembre de 2019, el colectivo LASTESIS realizó la primera interpretación de «Un violador en tu camino» en la Plaza Aníbal Pinto, en la Plaza Victoria y frente a la Segunda Comisaría de Carabineros de Chile en Valparaíso, en protesta por las violaciones a los derechos de las mujeres y disidencias perpetradas por el Estado, el ejército y Carabineros ante la mayor crisis social en ese país desde el término de la dictadura militar de Augusto Pinochet. El 25 de noviembre, la canción se hizo popular en Chile cuando fue interpretada por más de 2000 participantes en la capital del país, frente al Palacio de los Tribunales de Justicia y en el Paseo Ahumada para denunciar la violencia de género cometida por las instituciones del estado chileno. El video, grabado por una profesora de la Universidad de Chile, alcanzó rápidamente millones de reproducciones.
Una nueva protesta masiva con «Un violador en tu camino» se realizó el 28 de noviembre frente a las oficinas del Ministerio de la Mujer y Equidad de Género del gobierno chileno para exigir la renuncia de su titular, Isabel Plá, por no actuar debidamente frente a las violaciones a los derechos humanos de mujeres a lo largo de las protestas. La performance fue realizada masivamente también frente al Palacio de la Moneda y en la protesta permanente de Plaza Baquedano (renombrada Plaza de la Dignidad por los manifestantes). En el Día Nacional contra el Femicidio, el 19 de diciembre de 2019, estudiantes de la Facultad de Medicina de la Universidad de Chile realizaron un homenaje a Xaviera Rojas, estudiante de la facultad y folclorista asesinada unos días antes. Durante el acto, las participantes utilizaron pañuelos y zapateos propios de la cueca chilena.
El 3 de diciembre de 2019, la performance se realizó en un acto donde se convocó principalmente a mujeres mayores de 40 años, cruzando así la barrera generacional, ya que generalmente se le vinculaba a mujeres jóvenes. De esta forma, las personas mayores de 40 años iban al frente y las demás atrás. La iniciativa se hizo en las puertas del Estadio Nacional, recinto que fue ocupado como centro de detención y tortura durante la dictadura militar.
Tras el éxito de la performance, el colectivo LASTESIS llamó a una acción global utilizando su creación.
En enero de 2023 en Chile volvió el tema a titulares cuando en un mediático caso de violación, el abogado del inculpado pidió la inhabilitación de la jueza a cargo, por posteos que ella hizo en sus redes sociales el año 2019 donde escribió el estribillo “La culpa no era mía, ni como estaba, ni como vestía”

### Interpretaciones

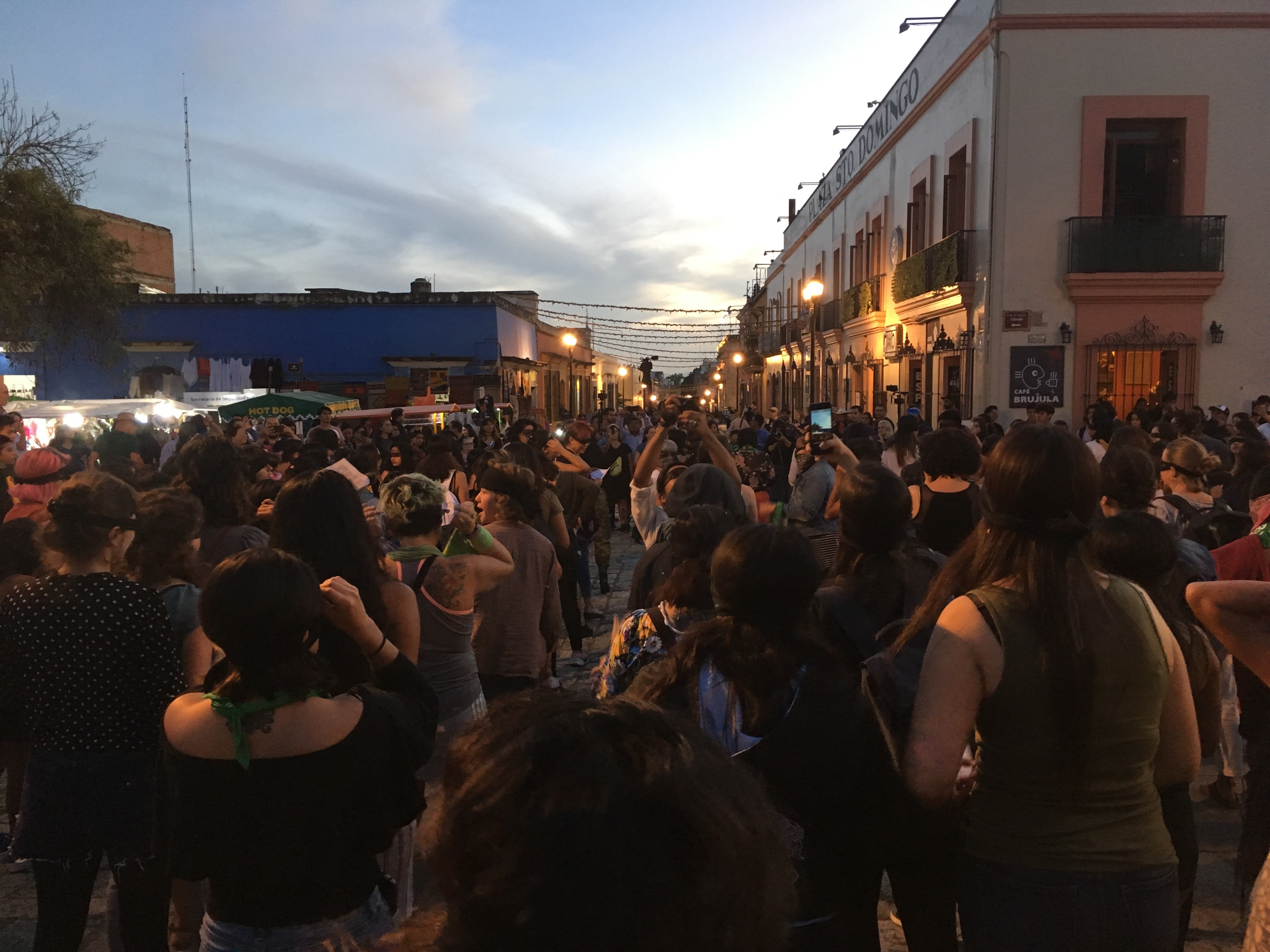
Interpretación mexicana de «Un violador en tu camino» en Oaxaca, el 27 de noviembre de 2019.

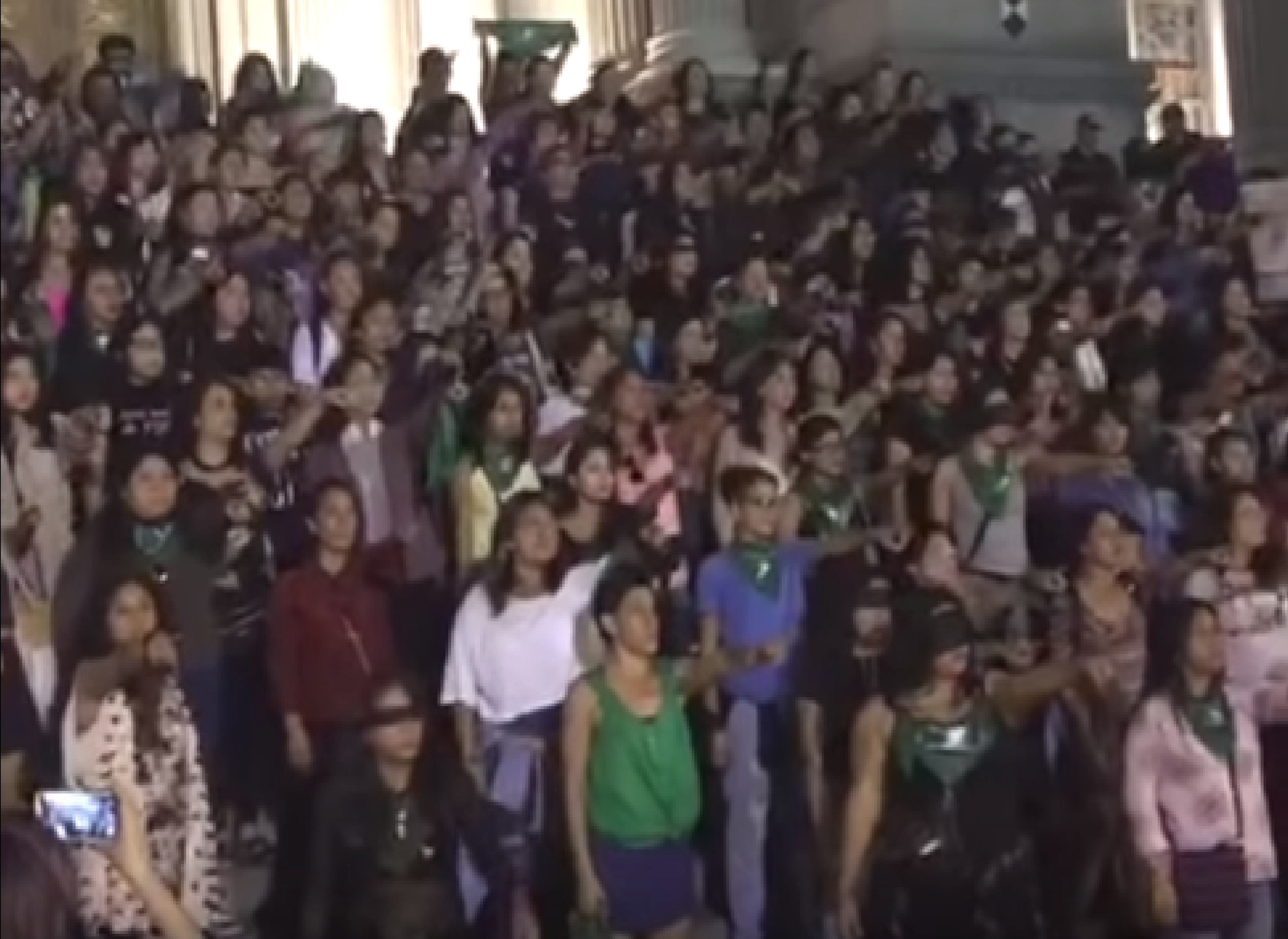
Interpretación peruana de «Un violador en tu camino» en Lima, el 2 de diciembre de 2019.

Feministas y colectivos de feministas organizan protestas basadas en esta performance replicándolo y adaptando la letra original a sus propios contextos. Se tiene registro de su realización en espacios públicos de los siguientes países y ciudades:
- Alemania: Berlín, Hamburgo, Düsseldorf[17]
- Argentina: Buenos Aires, Córdoba, Mendoza, Rosario, Bahía Blanca[28]
- Austria: Viena.
- Bélgica: Bruselas[29]
- Bielorrusia: Minsk[30]
- Brasil: Río de Janeiro
- Bolivia: Cochabamba.[31]
- Chile: Valparaíso,[6][32][33] Santiago, Concepción, Rancagua,[34] Antofagasta,[35] Chillán.
- Colombia: Bogotá
- Chipre: Paralimni[36]
- Costa Rica: San José
- Cuba: La Habana
- Ecuador: Guayaquil, Quito, Cuenca
- El Salvador: San Salvador[37]
- España: Barcelona,[6] Madrid,[38] Oviedo, San Sebastián,[39] Pontevedra,[40] Santiago de Compostela, Valencia,[41] Cádiz.[42] Murcia,[43] Bilbao,[44] Jaén,[45] Santa Cruz de Tenerife,[46] Cartagena,[47] Valladolid,[48] La Garriga,[49] Mataró,[50] Ferrol,[51] Gijón[15]
- Estados Unidos: Nueva York,[52] San Francisco, Los Ángeles, San Juan, Puerto Rico[28]
- Francia: París,[3] Lyon,[53] Toulouse,[53] Marsella,[53] Montpellier,[54] Nantes[53]
- Guatemala[55]
- Grecia: Heraclión[56]
- India: Nueva Delhi[57]
- Islandia: Reikiavik
- Israel: Tel Aviv, Jerusalén
- Italia: Roma,[58] Milán
- Japón: Tokio
- Kenia: Nairobi
- Kirguistán: Biskek
- Líbano: Beirut
- Marruecos: Rabat[59]
- México:[60] Aguascalientes,[61] Cancún, Cuernavaca, Colima, Ciudad de México,[62] Ciudad Juárez,[63] Ecatepec, Guadalajara, León,[64] Mérida, Monterrey,[65] Morelia,[28] Oaxaca, Puebla,[66] Querétaro,[67] Saltillo,[68] Torreón[68] Toluca, Tampico, Tulum[69]
- Nicaragua: Managua
- Panamá: Ciudad de Panamá[70]
- Paraguay: Asunción
- Perú: Lima,[71] Arequipa, Cusco,[72][16] Trujillo[73]
- Portugal: Lisboa, Algarve, Oporto[74]
- Reino Unido: Londres, Bristol[28]
- República Dominicana: Santo Domingo[37][75]
- Rusia: Moscú, San Petersburgo
- Suiza: Ginebra
- Túnez: Ciudad de Túnez[76]
- Turquía: Estambul, Ankara, Esmirna[77]
- Uruguay: Montevideo,[28] San José
- Venezuela: Caracas, Maracaibo

## Impacto social

### A nivel nacional
La ministra de la Mujer y Equidad de Género de Chile, Isabel Plá, también reconoció y valoró el impacto de la manifestación a nivel nacional y mundial.

### A nivel internacional
- México Tras la protesta, la jefa de gobierno de la Ciudad de México se solidarizó con las manifestantes que realizaron «Un violador en tu camino» e indicó que su gobierno trabaja en garantizar justicia a las mujeres.[79]
- España: La letra fue adaptada cambiando pacos por fachas.[80] La interpretaron cientos de personas en ciudades como Madrid, Sevilla o Barcelona. Tuvo buena acogida por reivindicar que no es excusa para violar la forma de vestir o cualquier otra condición. También personajes públicos simpatizantes de la derecha española como Jano García o Joan Planas pretendieron hacer crítica a la parte política de la canción, en un contexto de existencia de la ley integral de violencia de género. Además, en el País Vasco se interpretó también en euskera.[81]
- Perú: El sábado 7 de diciembre de 2019, en el distrito de Miraflores, en Lima, frente a la Parroquia de la Virgen Milagrosa, más de 300 mujeres se reunieron para realizar la performance.[82] Un grupo de cristianos realizó un plantón frente al colectivo a orar y arengar varias veces repitiendo «¡Viva Cristo Rey!».[83] La manifestación que buscó protestar y concienciar sobre la violencia sexual, el acoso sexual y los feminicidios en Perú fue noticia nacional e internacional.[84][85] Varias mujeres llevaban pancartas con el nombre de víctimas de feminicidio en Perú como el de Eyvi Ágreda, mujer de 22 años que falleció el 2018 luego de que un hombre le roció combustible y prendió fuego cuando se encontraba dentro de un bus en Miraflores, distrito en donde se realizó la manifestación.[73] En la Plaza Mayor de Cuzco se realizó una versión de la performance con la letra de la canción en quechua: 'Qanmicha violador qanmi kanki'.[86]
- Turquía: El 8 de diciembre fueron detenidas siete activistas en Estambul, tras haber cantado la canción de LasTesis en una manifestación. Fueron acusadas por la fiscalía turca de "ofensa al Estado" por cantar "el violador eres tú, el asesino eres tú, son los pacos, los jueces, el Estado, el Presidente".[87] Días después, a modo de protesta por lo ocurrido, un grupo de diputadas entonó la canción en la Asamblea Nacional de Turquía, mientras otro grupo mostraba fotografías de mujeres asesinadas por sus parejas.[88] Posteriormente, cientos de mujeres volvieron a intentar en la Plaza Bósforo de Estambul, la performance sin que esta vez la policía intervenga ni lleve detenidas.[89]
- India: En este país llega cuando la nación estaba conmocionada por casos de violaciones. El 27 de noviembre se difundió la noticia que una joven veterinaria de 26 años fue violada en grupo y después asesinada, y cuyo cuerpo fue quemado con gasolina. Días después se conoció la muerte de otra joven de 23 años a la que un grupo de hombres también encendió fuego, justamente cuando se dirigía a testificar en tribunales su propio caso de violación, sucedida un año antes. Por este contexto, la letra en hindi tiene estrofas originales propias de su cultura: "en el nombre de la casta, en el nombre de la religión, desaparecemos, somos explotadas, llevamos la peor parte de la violación y la violencia en nuestros cuerpos".[90]
- Brasil: En la versión brasileña la parte dedicada a los Carabineros es variada para mostrar la indefensión de las niñas inocentes aun en sus hogares y el Estado. Además una estrofa se exigió “Justicia por Marielle Franco” una socióloga, feminista, política brasileña y militante de los derechos humanos, que tras ser asesinada por agentes del Estado el 14 de marzo de 2018, se manifestaron muchedumbres de 50 000 personas en Río de Janeiro y otras 30 000 en Sao Paulo. Hubo manifestaciones además en muchas favelas e incluso en Nueva York.[91]
- Chipre: A fines de diciembre de 2019, luego que la justicia chipriota declarara que una joven inglesa de 19 años mentía cuando denunció que fue violada en grupo por 12 jóvenes israelitas en Ayia Napa el 17 de julio de 2019, un grupo de 25 manifestantes realizó la performance afuera del tribunal de Paralimni.[36][92]
- Estados Unidos: El 10 de enero de 2020, se realizó una performance en Nueva York, en la entrada del recinto en el que se celebraría el juicio a Harvey Weinstein, acusado por violación.[93][94]
- Kirguistán: El 8 de marzo de 2020, en Biskek, las feministas gritaron letras de la canción de LasTesis durante la ataca de la policía y dentro de la comisaria. La manifestación recibió el ataque de varones encapuchados y debió intervenir la policía.[95]
- Bielorrusia: La interpretación de las mujeres bielorrusas llamó la atención sobre el problema de las detenciones masivas y las torturas en el país durante las protestas democráticas. La protagonista de su batalla contra el "último dictador de Europa" que ostenta el poder desde hace 26 años es Svetlana Tijanovskaya, reconocida como ganadora de las elecciones por la parte de UE, pero expulsada de su país por la fuerza. En la actuación estuvieron presentes las fotografías de otras líderes de la protesta y manifestantes a las que se quitaron su libertad.[96]
- Túnez: En su versión en árabe, las manifestantes tunecinas, mantuvieron en homenaje la estrofa en español "el violador eres tú" continuando con su traducción.[76]

## Otras versiones
- María Paz Santibáñez, pianista chilena, encargó a la compositora Valeria Valle la pieza Vendajes, el violador es... eras... eres... para incluirla en el concierto de piano «Resistencia Femenina para piano y cacerolas». La pieza tiene pasajes basados en la performance del colectivo LASTESIS «Un violador en tu camino». La obra creada ha sido interpretada en diversas ciudades del mundo.[97][98][99]